# Château Spinola-Caracciolo
Le château Spinola-Caracciolo, est un complexe architectural fortifié situé dans la commune d'Andrano, province de Lecce dans les Pouilles,.

## Historique
Le château trouve ses origines au XIIIe siècle en tant que structure fortifiée. Le bâtiment fut ensuite adapté aux nouvelles nécessités de la guerre au XVe siècle, époque à laquelle la famille Saraceno, une famille noble de l'époque médiévale  était seigneur d'Andrano. Les travaux furent certainement accélérés à la suite de l'invasion turque lors du sac d'Otrante en 1480, alarmant les villes voisines. Antonio Saraceno lui-même, alors seigneur d'Andrano, se précipita pour aider Otrante avec son armée et perdit la vie.

## Description
Le château a un plan quadrangulaire, renforcé sur les angles de la façade principale par des tours à section carrée. Une corniche marcapiano sépare le rez-de-chaussée de l'étage, tandis que la façade conserve un mâchicoulis, perpendiculaire au portail d'accès. Le château est né comme ferme puis est devenu ferme fortifiée. Et, de 1300 à 1500, il fut également construit au premier étage. La première structure correspond à la tour cylindrique, également ornée d'une corniche marcapiano et, au-dessus, d'arcs et d'encorbellements, ainsi qu'aux douves, désormais visibles uniquement sur la face arrière de l'édifice, et à la tour sud-ouest. 

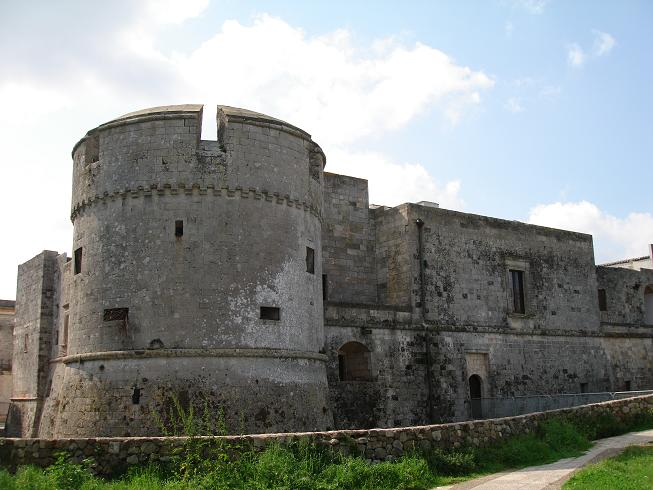

Au fil des siècles, le bâtiment a ensuite fait l'objet d'agrandissements et de rénovations continus. Le côté ouest remonte au XVIe siècle, comme en témoignent les moulures des fenêtres et de l'escalier, présentes dans la cour intérieure. La loggia de style baroque, sur la façade principale, marque la transformation du manoir en demeure seigneuriale ; de même que le double ordre d'arcs avec piliers et pilastres, présent le long du côté nord, est conforme au goût architectural du XVIIIe siècle. La cour présente un escalier intérieur, trois fenêtres élégantes et raffinées et un pigeonnier. De nombreuses épigraphes peuvent être lues sur les frises des fenêtres et des portes tant à l'intérieur qu'à l'extérieur du château.
Après les Saraceno, le château devint la demeure des Spinola de Gallipoli (1606), des Gallone de Trecase (1618-1734) et des Caracciolo de Marano, propriétaires du château jusqu'à les dernières décennies. Après les Caracciolo, le manoir fut en partie vendu à la famille Bentivoglio et en partie donné à l'institut Pieuses Maîtresses Filippini. Il a été racheté par l'administration municipale dans les années 1980.